# Bim Bom
"Bim Bom", ao lado de "Hô-bá-lá-lá", são as únicas canções de autoria de João Gilberto a saírem em seu disco Chega de Saudade (1959). Foi composta em 1955 ou 1956 em Juazeiro, cidade natal de Gilberto, onde foi passar dois meses com a família depois de estudar com Radamés Gnatalli em Porto Alegre e se aprimorar em Diamantina. 
Em 1957, chegando ao Rio de Janeiro, João Gilberto participa de uma grande festa onde está Roberto Menescal e lhe apresenta a canção, encantando Menescal e fazendo-lhe fugir da festa. Não demorou muito para começarem uma pequena turnê pelo Rio de Janeiro, apresentando a batida para pessoas como Ronaldo Bôscoli em lugares como o apartamento de Nara Leão.
Em agosto de 1958, João lança um disco de 78 rpm contendo "Chega de Saudade" e Bim Bom, gravado na Odeon, com apoio de Tom Jobim, Dorival Caymmi e Aloysio de Oliveira. É considerado o disco que inaugura o gênero da bossa nova, e logo se torna um sucesso comercial. Sua gravação teve arranjos de Tom Jobim, participação de orquestra e de Milton Banana, entre outros artistas.
Já nos anos 60, com o declínio do gênero no Brasil, mas começo da popularização da bossa nova em território americano, Lena Horne canta Bim Bom em português no Copacabana Palace, dizendo-se fã de João Gilberto. Em Washington, na rádio WMAL, o disc jockey Felix Grant programa para tocar diariamente os discos de João, fato que provocou impacto nos músicos e aficionados de jazz Não demorou muito para "Bim Bom", ao lado de "Hô Ba La La" e "Um Abraço no Bonfá", todas compostas por Gilberto, se espalharem pela Europa, principalmente na França. Durante estes anos, João chegou a se apresentar no Uruguai e na Argentina, suas primeiras apresentações no exterior.